# Gostilje
Gostilje (en serbe cyrillique : Гостиље) est un village de Serbie situé dans la municipalité de Čajetina, district de Zlatibor. Au recensement de 2022, il comptait 160 habitants.
Dimitrije Tucović (1881-1914), un chef et un théoricien socialiste de Serbie, est né à Gostilje.

## Démographie

### Évolution historique de la population
| 1948  | 1953  | 1961  | 1971 | 1981 | 1991 | 2002 | 2011 | 2022 |
| ----- | ----- | ----- | ---- | ---- | ---- | ---- | ---- | ---- |
| 1 286 | 1 294 | 1 140 | 837  | 627  | 480  | 344  | 243  | 160  |

|  |